# Sīyah Sarān
Sīyah Sarān (persiska: سیه سران) är en ort i Iran.   Den ligger i provinsen Östazarbaijan, i den nordvästra delen av landet, 600 km nordväst om huvudstaden Teheran. Sīyah Sarān ligger 1 274 meter över havet och antalet invånare är 983.
Terrängen runt Sīyah Sarān är kuperad åt nordväst, men åt sydost är den bergig. Terrängen runt Sīyah Sarān sluttar norrut. Runt Sīyah Sarān är det ganska tätbefolkat, med 72 invånare per kvadratkilometer. Närmaste större samhälle är Hādīshahr, 6,5 km nordväst om Sīyah Sarān. Trakten runt Sīyah Sarān består i huvudsak av gräsmarker.